# Рітварс Ругінс
Рітварс Ругінс (латис. Ritvars Rugins; нар. 17 жовтня 1989, Тукумс) — латвійський футболіст, нападник клубу «Вентспілс».

## Клубна кар'єра
Займатися футболом почав у 9 років у команді "Тукумс 2000″. Перший тренер — Артем Груцінс.
2007 року перейшов в «Венспілс». У першому своєму сезоні за «жовто-синіх», граючи на позиції нападника, відзначився двічі в 14 іграх.
У сезоні 2011 головний тренер латвійського клубу Сергій Подпалий використовував Ругінса переважно в центрі поля, або на правому фланзі. Усього за «Вентспілс» Рітварс провів 66 матчів, в яких відзначився 9 разів. Більшість часу, проведеного у складі «Вентспілса», був основним гравцем атакувальної ланки команди.
До складу клубу «Іллічівець» приєднався на початку 2012 року, проте за основну команду провів лише один матч у чемпіонаті проти донецького «Шахтаря», та один за молодіжну команду.
Програвши конкуренцію в команді, в липні 2012 року повернувся на батьківщину, підписавши однорічний контракт зі «Сконто». Всього в ризькій команді провів три сезони, в кожному з яких став срібним призером чемпіонату.
На початку 2015 року повернувся в рідний «Вентспілс».

## Виступи за збірні
Протягом 2008—2010 років залучався до складу молодіжної збірної Латвії. На молодіжному рівні зіграв у 12 офіційних матчах, забив 1 м'яч.
2010 року дебютував в офіційних матчах у складі національної збірної Латвії в товариській грі проти збірної Китаю. Наразі провів у формі головної команди країни 23 матчі.

## Титули і досягнення
- Чемпіон Латвії (4):

«Вентспілс»: 2008, 2011
«Рига»: 2019, 2020
- Володар Кубка Латвії (2):

«Вентспілс»: 2010-11, 2016-17